# بارکلی هوپ
بارکلِی هوپ (انگلیسی: Barclay Hope؛ زادهٔ ۲۵ فوریهٔ ۱۹۵۸) بازیگر کانادایی است.
از کار‌های او می‌توان به بازی در سریال عامل ناشناخته و فیلم مقصد نهایی ۵ اشاره کرد.